# كاتيا بلعباس
كاتيا بلعباس (بالإنجليزية: Katia Belabbas)‏ راكبة أمواج من الجزائر. وُلدت بلعباس في 1 فبراير 1996 بجاية بالجزائر. بدايةً من ظهورها الأولمبي، كان طولها 1.70 متر (5 قدم 7 بوصة) ووزنها 65 كيلوغرام (143 رطل). شاركت في دورة الألعاب الأولمبية ريو دي جانيرو 2016 في فئة أر إس إكس، كما شاركت في البطولة الأفريقية للشراع في الفترة من 11 إلى 18 يناير 2016 عن فئة أر إس إكس.

## روابط خارجية
- كاتيا بلعباس على موقع الاتحاد الدولي للملاحة الشراعية (موقع جديد) (الإنجليزية)
- كاتيا بلعباس على موقع الاتحاد الدولي للملاحة الشراعية (موقع قديم) (الإنجليزية)
- كاتيا بلعباس على موقع اللجنة الأولمبية الدولية (الإنجليزية)
- كاتيا بلعباس على موقع أوليمبيديا (الإنجليزية)